# Hobson City
Hobson City és una població dels Estats Units a l'estat d'Alabama. Segons el cens del 2000 tenia 878 habitants.

## Demografia
Segons el cens del 2000, Hobson City tenia 878 habitants, 363 habitatges, i 242 famílies. La densitat de població era de 311 habitants/km².
Dels 363 habitatges en un 30% hi vivien nens de menys de 18 anys, en un 26,2% hi vivien parelles casades, en un 35,3% dones solteres, i en un 33,1% no eren unitats familiars. En el 29,8% dels habitatges hi vivien persones soles el 10,5% de les quals corresponia a persones de 65 anys o més que vivien soles. El nombre mitjà de persones vivint en cada habitatge era de 2,42 i el nombre mitjà de persones que vivien en cada família era de 2,99.
Per edats la població es repartia de la següent manera: un 28,6% tenia menys de 18 anys, un 8,2% entre 18 i 24, un 29% entre 25 i 44, un 23% de 45 a 60 i un 11,2% 65 anys o més.
L'edat mediana era de 35 anys. Per cada 100 dones hi havia 76 homes. Per cada 100 dones de 18 o més anys hi havia 71,3 homes.
La renda mediana per habitatge era de 17.589 $ i la renda mediana per família de 20.368 $. Els homes tenien una renda mediana de 21.667 $ mentre que les dones 19.583 $. La renda per capita de la població era de 8.992 $. Aproximadament el 30,7% de les famílies i el 30,2% de la població estaven per davall del llindar de pobresa.

## Poblacions més properes
El següent diagrama mostra les poblacions més properes.